# Tři králové
Mudrci z Východu, tradičně nepřesně označovaní jako Tři králové, jsou postavy z Matoušova evangelia, které se přišly poklonit Ježíši krátce po jeho narození v Betlémě a přinesly mu dary: zlato, kadidlo a myrhu. Až později vznikla tradice, že byli tři, že to byli králové a jejich jména Kašpar, Melichar a Baltazar, tyto informace se však v Novém zákoně nevyskytují.
Podle Matoušova evangelia mudrci přišli „od východu“, aby uctili „krále židovského“. Evangelium nezmiňuje jejich počet, přesto většina západních křesťanských denominací tradičně předpokládala, že byli tři, na základě tvrzení, že přinesli tři dary. Ve východním křesťanství, zejména v syrských církvích, je mudrců často dvanáct. Jejich označení za krále v pozdějších křesťanských spisech je pravděpodobně také spojeno se starozákonním textem Izajáše, který odkazuje na „krále [přicházející] k jasu jenž nad tebou vzejde“ nesoucí „zlato a kadidlo“.
V nejstarších řecky psaných rukopisech Matoušova evangelia se píše, že z Východu přišli mágové (řec. μάγος, magos, plur. μάγοι, magoi), již byli v pozdějších překladech bible označení za mudrce, v pozdějších letech je západní křesťanská tradice přetvořila v krále, a to s odkazem právě na cenné dary, které přinesli. Na základě těchto darů pak západní křesťanská tradice určila nejen jejich počet, ale také jim přiřadila jména Kašpar, Melichar a Baltazar, která měla odkazovat právě na jejich arabský, babylonský a perský původ.
Samotné použité řecké slovo mág (μάγος magos) je odvozeno ze staroperského a babylónského maguš a z avestského magavan, tento termín pak odkazuje na kastu kněží Zoroastrismu, následovníků perského proroka Zarathuštry, kteří v rámci svého náboženství věnovali také zvláštní pozornost hvězdám, výpočtům nebeských úkazů a astrologii, která v té době byla uznávanou vědou, čímž si získali mezinárodní věhlas. 
Právě tito perští hvězdopravci tedy měli potvrzovat proroctví o narození krále z knihy Numeri, na které se Matoušovo evangelium odkazuje, kde Bileám předpovídá, že z rodu Jákobova vyjde hvězda, nový král Izraele.
V západní liturgické tradici je svátek Tří králů ztotožněn se slavností Zjevení Páně a církev jej na západě i východě slaví 6. ledna. Tento svátek je svou podstatou totožný se slavností Narození Páně, je dvanáctým dnem Vánoc a fakticky jím Vánoce vrcholí a končí. Svátek Tří králů upomíná na okamžik, kdy se Kristus zjevuje nejen izraelskému národu, ale všem; dává se rozpoznat jako král všech, které zastupují mudrcové z daleka.

## Matoušovo evangelium
| „                       | Když se narodil Ježíš v judském Betlémě za dnů krále Heroda, hle, mudrci od východu se objevili v Jeruzalémě a ptali se: „Kde je ten právě narozený král Židů? Viděli jsme na východě jeho hvězdu a přišli jsme se mu poklonit.“ | “ |
| — Mt 2, 1–2 (Kral, ČEP) | |   |

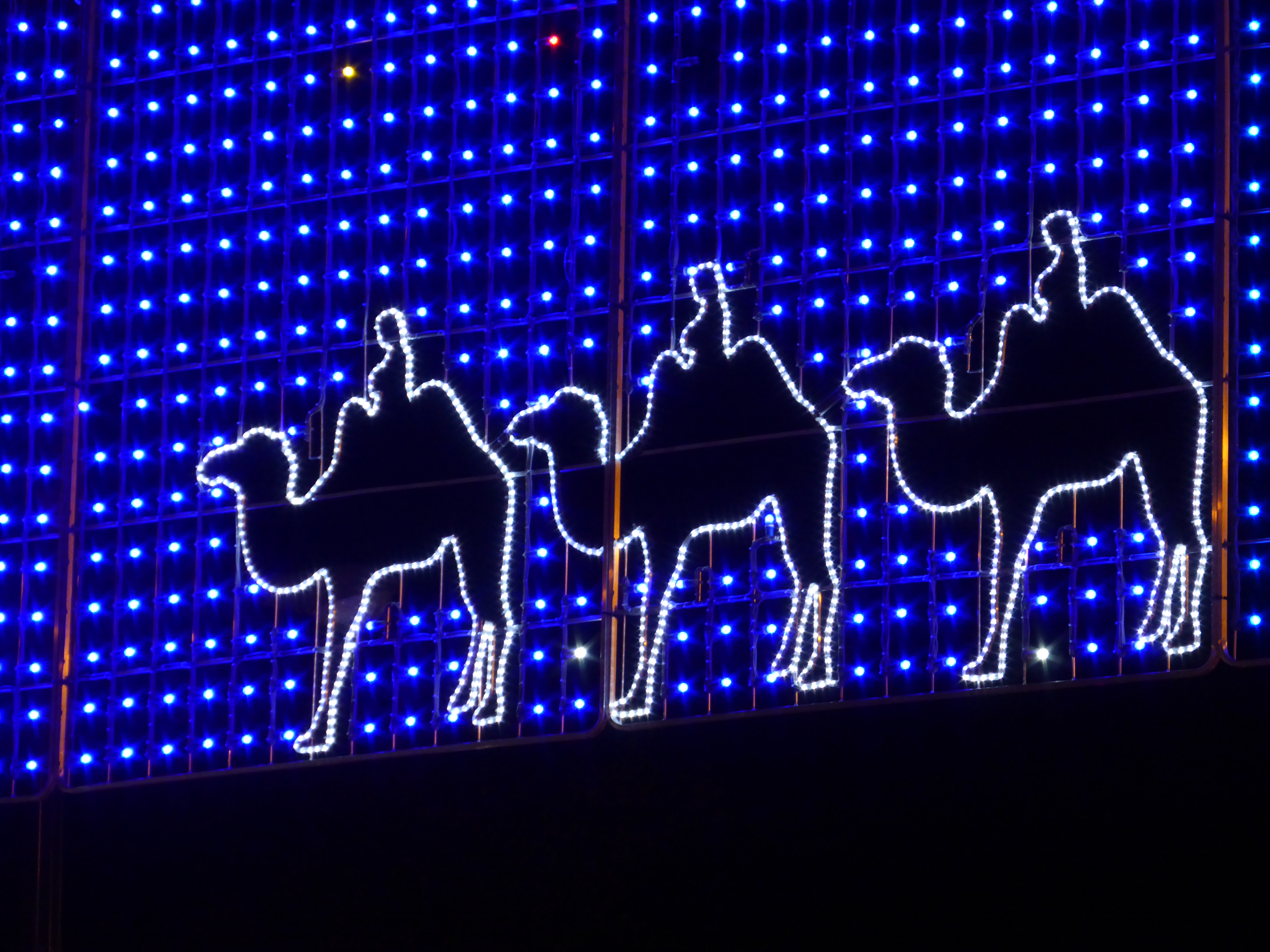
Vánoční výzdoba v Madridu. Tři postavy znázorňují Tři krále (špan. Reyes Magos), putujících na velbloudech.

V evangeliu podle Matouše se dále vypráví, jak se jich král Herodes vyptával na hvězdu a poslal je do Betléma, aby mu pak oznámili, kde se dítě nachází. Hvězda jim pak ukazovala cestu až k domu, kde byl Ježíš s Marií, poklonili se mu a předali dary. Mudrci (či mágové, řecky μάγοι) pak na pokyn ve snu odcestovali a místo Herodovi neoznámili. Herodes se rozlítil a protože se obával svého postavení po narození Mesiáše-krále židů, nechal usmrtit všechny chlapce do věku dvou let. Josef však předtím na pokyn ve snu vzal Ježíše a Marii a utekli do Egypta.

## Pozdější tradice

### Z mágů se stali mudrci, z mudrců králové

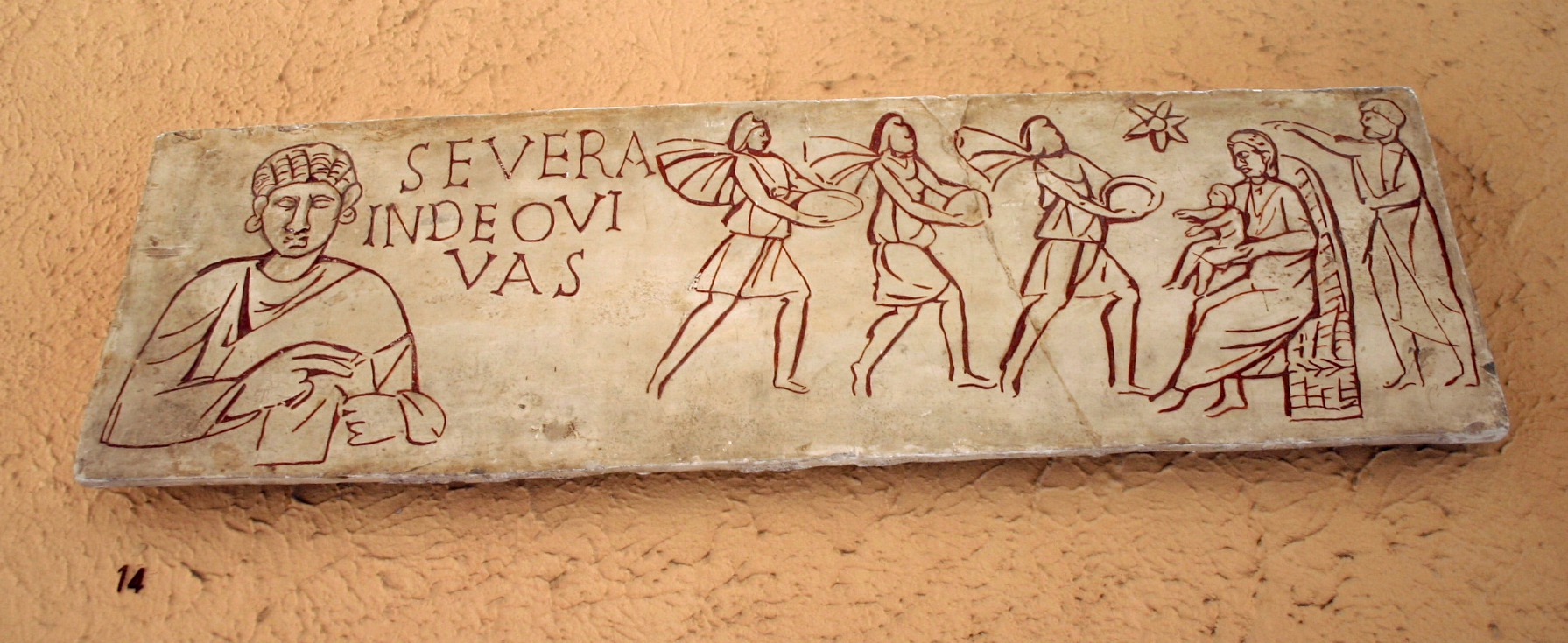
Mágové byli vyobrazeni tři i na starobylém vyobrazení z římských katakomb ze 3. st.

V evangelním příběhu samotném není řeč ani o králích, ani o jejich počtu. Poprvé se o třech mudrcích zmiňuje církevní spisovatel Órigenés na počátku 3. století, který počet tří zřejmě vyvozuje z počtu darů, které Ježíši přinášejí. Označení králové se pak objevuje až v 6. století u svatého Caesaria z Arles (pravděpodobně podle zmínky v 72. žalmu). Počet mudrců však v jednotlivých výkladech kolísal od počtu dvou až čtyř v západní církvi a po dvanáct ve východní. Jména třech králů Melkon, Kašpar a Baltazar se poprvé objevují v pozdním apokryfním spisu zvaném Arménské evangelium dětství asi z 6. století. Je o nich zmínka také na fresce v Ravenně datované po roce 560. Poprvé se spolehlivě jména králů objevily ve 12. století u Petra Comestora, kancléře pařížské Sorbonny.
Středověk je také obdobím, kdy byly těmto jménům přiřazeny jednotlivé dary. Tyto tři dary měly také představovat veškerou hmotu, neboť zastupují veškerá v té době známá skupenství. Jednotliví králové pak podle různých výkladů představují všechna období lidského života; na scénách klanění Tří králů je jeden z nich zobrazován jako mladík, druhý jako muž a poslední jako stařec.
Tři králové nebyli nikdy oficiálně svatořečeni, avšak jsou uctíváni jako patroni poutníků a hříšníků. Ostatky svatých Tří králů podle legendy nalezla svatá Helena, která je přivezla do Konstantinopole a později byly jejím synem Konstantinem darovány milánskému biskupovi Eustorgiu, rodáku z Konstantinopole. Po dobytí Milána roku 1158 císařem Fridrichem Barbarossou kolínský arcibiskup Rainald z Dasselu převezl tyto ostatky do Kolína nad Rýnem, kde je uložil do chrámového pokladu Hildebold-Domu. Ostatky Tří králů se staly místem úcty mnoha poutníků, jeden z významných zlatotepců Mikuláš z Verdunu pro ně zhotovil relikviář Tří králů ze vzácných materiálů a začala se stavět nová katedrála svatého Petra, ve které byl relikviář s jejími ostatky uložen. Od roku 1948 je tento relikviář umístěn v centrální gotické lodi před hlavním oltářem katedrály svatého Petra.

### Nápisy na dveřích

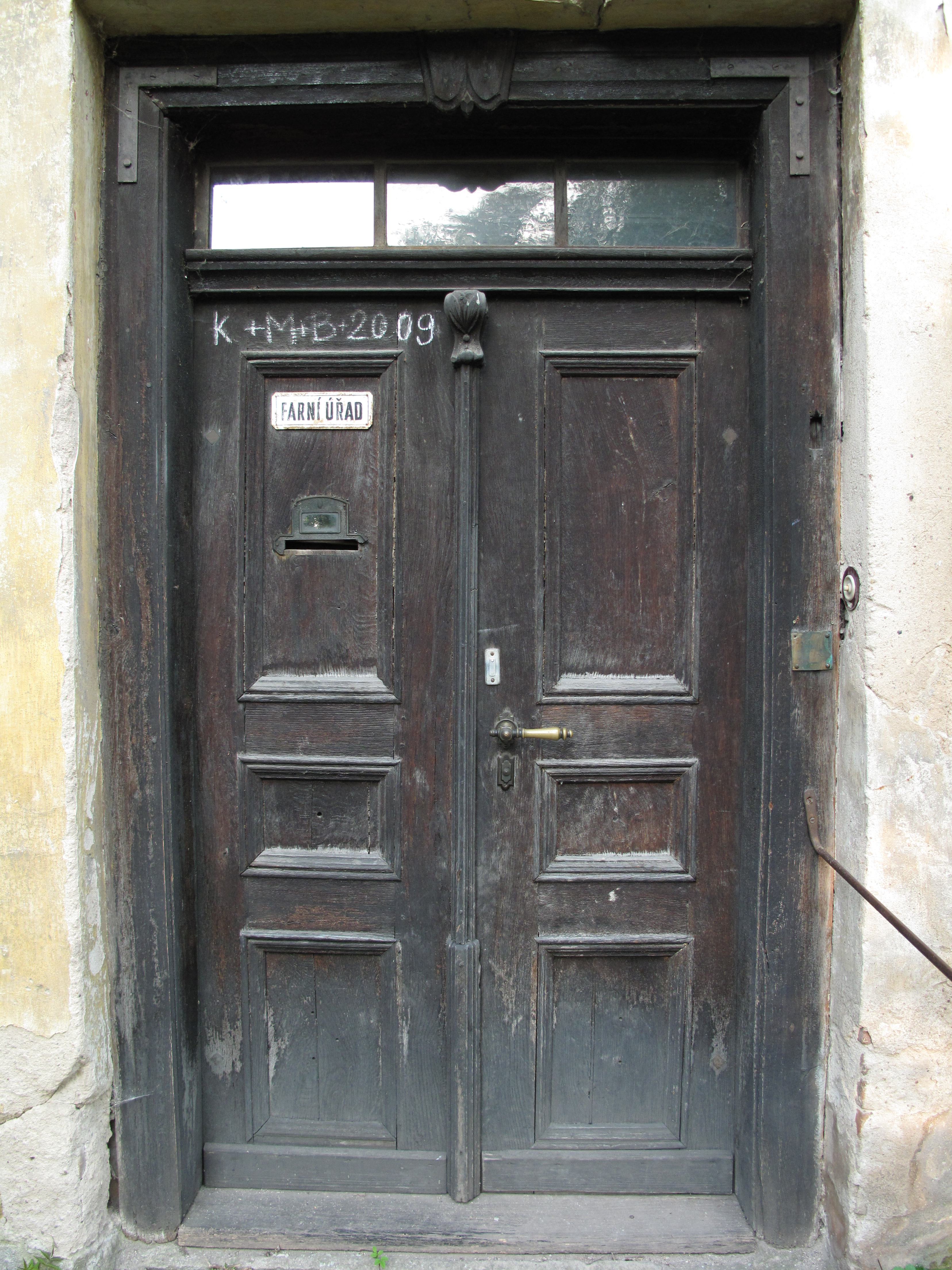
Požehnání na dveřích fary ve Lstiboři, okres Kolín

V některých katolických zemích se o svátku Zjevení Páně (6. ledna) píše posvěcenou křídou na dveře domů a chlévů iniciály Třech králů K † M † B † nebo latinský ekvivalent C † M † B † (nebo † C † M † B ) jako formule požehnání. Tři křížky symbolizují Nejsvětější Trojici, tj. Otce, Syna a Ducha Svatého. Nejsou to tedy znaménka „plus“ mezi iniciálami.
V první polovině 20. století vznikla myšlenka, že CMB je zkratka latinského Christus mansionem benedicat – „Kristus ať obydlí žehná“. Byť toto latinské požehnání vypadá starobyle, není doložitelné ze starší literatury. Tam,  kde se psalo KMB, se první písmeno vykládalo jako Kýrios, řecky „Pán“.
V populární kultuře je nápis parodován proti zapomnětlivosti obyvatele jako připomínka "klíče, mobil, brýle".